# 柳行东寺
柳行东寺，位于山东省济宁市市中区济宁，是中华人民共和国山东省文物保护单位之一。
2006年12月7日，授予山东省文物保护单位，是一座古建筑。